# Bath County (Virginia)
Bath County ist ein County im Bundesstaat Virginia der Vereinigten Staaten. Bei der Volkszählung im Jahr 2020 hatte das County 4209 Einwohner und eine Bevölkerungsdichte von 3,1 Einwohner pro Quadratkilometer. Der Verwaltungssitz (County Seat) ist Warm Springs.

## Geographie
Bath County liegt im äußersten Nordwesten von Virginia, grenzt im Westen an West Virginia und hat eine Fläche von 1384 Quadratkilometern, wovon sieben Quadratkilometer Wasserfläche sind. Es grenzt im Uhrzeigersinn an folgende Countys: Highland County, Augusta County, Rockbridge County und Alleghany County.
1985 wurde nahe der Grenze zu West-Virginia mit der Bath County Pumped Storage Station das weltweit leistungsstärkste Pumpspeicherkraftwerk in Betrieb genommen.

## Geschichte
Gebildet wurde es am 14. Dezember 1790 aus Teilen des Augusta County und des Botetourt County. Benannt wurde es nach der englischen Stadt Bath. Die ersten Pioniere, meist schottischer oder irischer Abstammung, siedelten bereits 1745 hier. Der Vater des Bath County war John Lewis, der hier mit seiner Frau, Margaret Lynn, siedelte. Die Existenz der warmen Mineralquellen sprach sich schnell herum und die ersten Besucher kamen um 1750. Das erste Hotel wurde 1766 erbaut und um 1800 kamen bereits 6000 Besucher jährlich um hier in den warmen Quellen zu baden und auf die heilende Wirkung zu hoffen.

## Demografische Daten
Nach der Volkszählung im Jahr 2000 lebten im Bath County 5048 Menschen in 2053 Haushalten und 1451 Familien. Die Bevölkerungsdichte betrug 4 Einwohner pro Quadratkilometer. Ethnisch betrachtet setzte sich die Bevölkerung zusammen aus 92,29 Prozent Weißen, 6,28 Prozent Afroamerikanern, 0,22 Prozent amerikanischen Ureinwohnern, 0,38 Prozent Asiaten, 0,06 Prozent Bewohnern aus dem pazifischen Inselraum und 0,10 Prozent aus anderen ethnischen Gruppen; 0,67 Prozent stammten von zwei oder mehr Ethnien ab. 0,36 Prozent der Bevölkerung waren spanischer oder lateinamerikanischer Abstammung.

Alterspyramide des Bath County

Von den 2053 Haushalten hatten 28,0 Prozent Kinder und Jugendliche unter 18 Jahre, die bei ihnen lebten. 58,6 Prozent waren verheiratete, zusammenlebende Paare, 7,8 Prozent waren allein erziehende Mütter, 29,3 Prozent waren keine Familien, 26,3 Prozent waren Singlehaushalte und in 12,1 Prozent lebten Menschen im Alter von 65 Jahren oder darüber. Die Durchschnittshaushaltsgröße betrug 2,34 und die durchschnittliche Familiengröße lag bei 2,80 Personen.
Auf das gesamte County bezogen setzte sich die Bevölkerung zusammen aus 21,0 Prozent Einwohnern unter 18 Jahren, 5,5 Prozent zwischen 18 und 24 Jahren, 28,2 Prozent zwischen 25 und 44 Jahren, 28,5 Prozent zwischen 45 und 64 Jahren und 16,7 Prozent waren 65 Jahre alt oder darüber. Das Durchschnittsalter betrug 42 Jahre. Auf 100 weibliche Personen kamen 100,6 männliche Personen. Auf 100 Frauen im Alter von 18 Jahren oder darüber kamen statistisch 99,2 Männer.

Das jährliche Durchschnittseinkommen eines Haushalts betrug 35.013 USD, das Durchschnittseinkommen der Familien betrug 41.276 USD. Männer hatten ein Durchschnittseinkommen von 30.238 USD, Frauen 21.974 USD. Das Prokopfeinkommen betrug 23.092 USD. 7,8 Prozent der Bevölkerung und 5,8 Prozent der Familien lebten unterhalb der Armutsgrenze. Davon waren 5,4 Prozent Kinder oder Jugendliche unter 18 Jahre und 12,9 Prozent waren Menschen über 65 Jahre.

## Städte und Gemeinden
- Hot Springs
- Millboro Springs
- Warm Springs